# Gastromyzon bario
Gastromyzon bario är en fiskart som beskrevs av Tan 2006. Gastromyzon bario ingår i släktet Gastromyzon och familjen grönlingsfiskar. Inga underarter finns listade i Catalogue of Life.